# Солдат и чёрт
«Солдат и чёрт» — советский мультипликационный фильм 1990 года.

## Сюжет
Мультфильм повествует о ВДВшнике-инвалиде, одноруком солдате, который возвращался в поезде домой с войны (скорее всего из Афганистана) и стал объектом борьбы между крылатой скрипкой (символом души, или скорее, таланта, Искусства) и чёртом, вылупившимся из подобия картонного ящика. Уговаривая отдать Скрипку, Черт предлагает Солдату сыграть в карты, где с легкостью разбивает его ставки. Первая ставка — на доблесть и воинскую честь, из-за которых солдат и стал инвалидом, лишившись руки. Вторая ставка — девушка Солдата, которая его ждет и пишет письма. В данном случае Черт подсовывает Солдату «из карт» кучу девиц «на выданье», очевидно — «завидных невест с состоянием и связями» (одна другой «краше» — носатые, чересчур худые и прочее). Стащив проигранную Солдатом Скрипку Черт пытается играть на ней, но та сопротивляется. И поняв, что не будучи человеком, не имея души, Черт дает Солдату искусственную руку, которая подчиняет его себе. После этого Солдат начинает опошлять Скрипку, играя на ней незамысловатые мелодии. Конец фильма не ясен, похоже на то, что Солдат играет по ресторанам, по пивнушкам, постепенно морально опускаясь и все больше оскверняя Скрипку.
Оказавшись обманутым чёртом, солдат умирает в нечеловеческих муках, но душа его уходит в рай.
В мультфильме не произносится ни одного слова, звучит лишь музыка. Помимо этого, много непонятных символов, которые автор не потрудился расшифровать. Например, летающие стрелки. Возможно, это обозначение времени, или человеческого потока.

## Создатели
| автор сценария            | Владимир Голованов                                                                           |
| кинорежиссёр              | Наталия Голованова                                                                           |
| художник-постановщик      | Владимир Зуйков                                                                              |
| композитор                | Вячеслав Артёмов                                                                             |
| кинооператор              | Наталия Михайлова                                                                            |
| звукооператор             | Борис Фильчиков                                                                              |
| аниматоры                 | Юрий Кузюрин, Александр Мазаев, Юрий Мещеряков, Валерий Угаров, Елена Гагарина               |
| художники                 | Анна Чистова, Марина Игнатенко, Надежда Назарова, Ольга Гришанова, К. Стасевич, Е. Шорникова |
| ассистент кинорежиссёра   | Татьяна Швецова                                                                              |
| монтажёр                  | Галина Смирнова                                                                              |
| редактор                  | Татьяна Папорова                                                                             |
| директор съёмочной группы | Бэла Ходова                                                                                  |

## Видеоиздания
Мультфильм переиздавался на DVD в сборниках мультфильмов: «Баба-Яга против!» (дистрибьютор «Крупный план»).